# Gorska Poleana, Iambol
Gorska Poleana (în bulgară Горска Поляна) este un sat în comuna Bolearovo, regiunea Iambol,  Bulgaria. 

## Demografie
Componența etnică a satului Gorska Poleana
     Bulgari (98,61%)
     Nicio identificare (1,38%)
     Altele (0%)
La recensământul din 2011, populația satului Gorska Poleana era de 72 locuitori. Din punct de vedere etnic, majoritatea locuitorilor (98,61%) erau bulgari. Pentru 1,38% din locuitori nu este cunoscută apartenența etnică.